# Bóng đá bãi biển tại Đại hội Thể thao Bãi biển châu Á 2016
Môn bóng đá bãi biển tại Đại hội Thể thao Bãi biển châu Á 2016 sẽ diễn ra tại Đà Nẵng, Việt Nam từ 22 tháng Chín tới 2 tháng 10 năm 2016.

## Huy chương
| Nội dung | Vàng | Bạc | Đồng |
| -------- | --- | --- | --- |
| Nam      | Nhật Bản · Terukina Shingo · Kawai Yusuke · Teruki Tabata · Moreira Ozu · Oba Takaaki · Nakahara Yuki · Matsuo Naoya · Haraguchi Shotaro · Akaguma Takuya · Goto Takasuke | Oman · Abdullah Al Sauti · Haitham Harib Showan · Hani Al-Dhabit · Nooh Salim Al Zadjali · Yahya Nashir Al Araimi · Musheil Hamed Al Araimi · Mandhar Hamed Al Araimi · Khalid Mohammed Al-Oraimi · Jalal Rebee'a Al Sinani · Amjad Al-Hamanadi | Liban · Abbas Zein Al Dine · Hussein Salame · Sameh Jalal · Mohamad Sleiman · Mohamad Mechleb Matar · Moustafa Zein · Ahmed Grada · Mohamad Merhi · Mohamed Choker · Mohamad Choker |

## Medal table
| 1     | Nhật Bản | 1 | 0 | 0 | 1 |
| 2     | Oman     | 0 | 1 | 0 | 1 |
| 3     | Liban    | 0 | 0 | 1 | 1 |
| Total | Total    | 1 | 1 | 1 | 3 |

## Kết quả

### Vòng một

#### Bảng A
| Đội      | Tr | T | THP | TLL | B | BT | BB | HS  | Điểm |
| -------- | -- | - | --- | --- | - | -- | -- | --- | ---- |
| Thái Lan | 2  | 2 | 0   | 0   | 0 | 9  | 3  | +6  | 6    |
| Việt Nam | 2  | 1 | 0   | 0   | 1 | 12 | 5  | +7  | 3    |
| Lào      | 2  | 0 | 0   | 0   | 2 | 6  | 19 | -13 | 0    |

| Việt Nam | 12−3     | Lào                                             |
| --- | -------- | ----------------------------------------------- |
| Ngọc Bảo 23', 25' · Ngọc Linh 9' · Kim Tuấn 9' · Tuấn Anh 10', 14', 23' · Vĩnh Phong 11', 16' · Hoàng Quân 26', 31' · Vinh Quý 26' | Chi tiết | Nonmany 7' · Champathong 14' · Keodouangdet 28' |

| Thái Lan                                                                        | 7−3      | Lào                                         |
| ------------------------------------------------------------------------------- | -------- | ------------------------------------------- |
| Nanan 1', 11', 18' (ph.đ.), 31' · Lepaijit 13' · Songpiew 19' · Srathongjan 20' | Chi tiết | Kongmathilath 5', 29' (ph.đ.) · Nonmany 33' |

| Việt Nam | 0−2      | Thái Lan                  |
| -------- | -------- | ------------------------- |
|          | Chi tiết | Tapinna 6' · Songpiew 31' |

#### Bảng B
| Đội   | Tr | T | THP | TLL | B | BT | BB | HS | Điểm |
| ----- | -- | - | --- | --- | - | -- | -- | -- | ---- |
| Liban | 2  | 1 | 0   | 1   | 0 | 7  | 4  | +3 | 4    |
| Oman  | 2  | 1 | 0   | 0   | 1 | 7  | 5  | +2 | 3    |
| Qatar | 2  | 0 | 0   | 0   | 2 | 3  | 8  | -5 | 0    |

| Oman                            | 3−3 (s.h.p.) | Liban                     |
| ------------------------------- | ------------ | ------------------------- |
| Zadjali 7' · Oraimi 10', 31'    | Chi tiết     | Grada 7' · Matar 17', 21' |
| Loạt sút luân lưu               |              |                           |
| Hani Al-Dhabit · Mandhar Araimi | 0–2          | Merhi · Matar             |

| Qatar      | 1−4      | Liban                                |
| ---------- | -------- | ------------------------------------ |
| Idrees 30' | Chi tiết | Matar 5' · Grada 8' · Merhi 13', 34' |

| Oman                                            | 4−2      | Qatar              |
| ----------------------------------------------- | -------- | ------------------ |
| Al Sauti 4', 5' · Mandhar Araimi 8' · Oraimi 9' | Chi tiết | Al-Khater 11', 34' |

#### Bảng C
| Đội                                  | Tr | T | THP | TLL | B | BT | BB | HS | Điểm |
| ------------------------------------ | -- | - | --- | --- | - | -- | -- | -- | ---- |
| Uzbekistan                           | 1  | 0 | 0   | 1   | 0 | 3  | 3  | 0  | 1    |
| Các Tiểu vương quốc Ả Rập Thống nhất | 1  | 0 | 0   | 0   | 1 | 3  | 3  | 0  | 0    |

| Các Tiểu vương quốc Ả Rập Thống nhất          | 3−3 (s.h.p.) | Uzbekistan                          |
| --------------------------------------------- | ------------ | ----------------------------------- |
| Aljasmi 5' · Albalooshi 33' · Beshr Salem 34' | Chi tiết     | Sharipov 9', 14' · Fakhriddinov 23' |
| Loạt sút luân lưu                             |              |                                     |
| Alkaabi · Daryaei                             | 0–2          | Fakhriddinov · Shlema               |

#### Bảng D
| Đội         | Tr | T | THP | TLL | B | BT | BB | HS  | Điểm |
| ----------- | -- | - | --- | --- | - | -- | -- | --- | ---- |
| Nhật Bản    | 2  | 2 | 0   | 0   | 0 | 18 | 2  | +16 | 6    |
| Afghanistan | 2  | 1 | 0   | 0   | 1 | 9  | 17 | -8  | 3    |
| Trung Quốc  | 2  | 0 | 0   | 0   | 2 | 8  | 16 | -8  | 0    |

| Nhật Bản | 11–0     | Afghanistan |
| --- | -------- | ----------- |
| Oba 1' · Akaguma 8', 8', 27', 36' · Goto 10', 18' (ph.đ.), 31' · Ozu Moreira 15' · Haraguchi 25' · Terukina 29' | Chi tiết |             |

| Trung Quốc                                                           | 6–9      | Afghanistan                                                                                  |
| -------------------------------------------------------------------- | -------- | -------------------------------------------------------------------------------------------- |
| Cai Weiming 11' · Liu Yisi 12' · Bai Fan 25', 27', 28' · Tuluxun 33' | Chi tiết | Sharifi 9' · Gulzar 21' · Mohammadi 24', 25' (ph.đ.), 33' · Biland 26' · Baran 27', 29', 34' |

| Nhật Bản                                                             | 7−2      | Trung Quốc                |
| -------------------------------------------------------------------- | -------- | ------------------------- |
| Goto 1', 24' (ph.đ.) · Akaguma 7', 28' · Teruki Tabata 15' · Oba 25' | Chi tiết | Liu Yisi 22', 23' (ph.đ.) |

### Vòng loại trực tiếp
|  | Tứ kết                               | Tứ kết      |            |   | Bán kết               | Bán kết               |  |  | Tranh huy chương vàng | Tranh huy chương vàng |
|  |                                      |             |            |   |                       |                       |  |  |                       |                       |
|  | 29 tháng 9                           |             |            |   |                       |                       |  |  |                       |                       |
|  |                                      |             |            |   |                       |                       |  |  |                       |                       |
|  | Liban (p)                            | 3 (4)       |            |   |                       |                       |  |  |                       |                       |
|  | Liban (p)                            | 3 (4)       | 1 tháng 10 |   |                       |                       |  |  |                       |                       |
|  | Việt Nam                             | 3 (3)       |            |   |                       |                       |  |  |                       |                       |
|  | Việt Nam                             | 3 (3)       | Liban      | 5 |                       |                       |  |  |                       |                       |
|  | 29 tháng 9                           |             | Liban      | 5 |                       |                       |  |  |                       |                       |
|  |                                      | Nhật Bản    | 6          |   |                       |                       |  |  |                       |                       |
|  | Nhật Bản                             | Nhật Bản    | 6          | 6 |                       |                       |  |  |                       |                       |
|  | Nhật Bản                             |             | 2 tháng 10 | 6 |                       |                       |  |  |                       |                       |
|  | Các Tiểu vương quốc Ả Rập Thống nhất | 2           |            |   |                       |                       |  |  |                       |                       |
|  | Các Tiểu vương quốc Ả Rập Thống nhất | 2           | Nhật Bản   | 4 |                       |                       |  |  |                       |                       |
|  | 29 tháng 9                           |             | Nhật Bản   | 4 |                       |                       |  |  |                       |                       |
|  |                                      | Oman        | 3          |   |                       |                       |  |  |                       |                       |
|  | Thái Lan                             | Oman        | 3          | 1 |                       |                       |  |  |                       |                       |
|  | Thái Lan                             | 1 tháng 10  |            | 1 |                       |                       |  |  |                       |                       |
|  | Oman                                 | 4           |            |   |                       |                       |  |  |                       |                       |
|  | Oman                                 | 4           | Oman       | 8 |                       |                       |  |  |                       |                       |
|  | 29 tháng 9                           |             | Oman       | 8 |                       |                       |  |  |                       |                       |
|  |                                      | Afghanistan | 2          |   | Tranh huy chương đồng | Tranh huy chương đồng |  |  |                       |                       |
|  | Uzbekistan                           | Afghanistan | 2          | 4 | Tranh huy chương đồng | Tranh huy chương đồng |  |  |                       |                       |
|  | Uzbekistan                           |             | 2 tháng 10 | 4 |                       |                       |  |  |                       |                       |
|  | Afghanistan                          | 9           |            |   |                       |                       |  |  |                       |                       |
|  | Afghanistan                          | 9           | Liban      | 9 |                       |                       |  |  |                       |                       |
|  |                                      |             |            |   |                       |                       |  |  |                       |                       |
|  | Afghanistan                          | 5           |            |   |                       |                       |  |  |                       |                       |
|  | Afghanistan                          | 5           |            |   |                       |                       |  |  |                       |                       |

#### Tứ kết
| Nhật Bản                                                                                      | 6−2      | Các Tiểu vương quốc Ả Rập Thống nhất |
| --------------------------------------------------------------------------------------------- | -------- | ------------------------------------ |
| Oba 1' · Ozu Moreira 20' · Teruki Tabata 22' · Akaguma 24' · Haraguchi 33' (ph.đ.) · Goto 35' | Chi tiết | Beshr Salem 12' · Albalooshi 20'     |

| Liban                                     | 3−3 (s.h.p.) | Việt Nam                                                     |
| ----------------------------------------- | ------------ | ------------------------------------------------------------ |
| Matar 8', 30' · Grada 19'                 | Chi tiết     | Tuấn Anh 16' · Vĩnh Quý 28' · Ngọc Bảo 29'                   |
| Loạt sút luân lưu                         |              |                                                              |
| Merhi · Matar · Al Zein · Grada · El Dine | 4–3          | Kim Tuấn · Vĩnh Phong · Ngọc Linh · Hoàng Quân · Trần Văn Vũ |

| Uzbekistan                                         | 4−9      | Afghanistan                                                           |
| -------------------------------------------------- | -------- | --------------------------------------------------------------------- |
| Fakhriddinov 8', 20' · Sharipov 20' · Tadjiyev 34' | Chi tiết | Mohammadi 1', 2', 4', 36' · Gulzar 2' · Azad 5' · Baran 15', 21', 36' |

| Thái Lan     | 1−4      | Oman                                            |
| ------------ | -------- | ----------------------------------------------- |
| Songpiew 32' | Chi tiết | Zadjali 8', 30' · Oraimi 21' · Yahya Araimi 31' |

#### Bán kết
| Liban                                                       | 5−6      | Nhật Bản                                                             |
| ----------------------------------------------------------- | -------- | -------------------------------------------------------------------- |
| Matar 4' · Mohamed Choker 9' · Al Zein 24', 28' · Merhi 35' | Chi tiết | Teruki Tabata 6' · Goto 7' · Akaguma 20', 21', 23' · Ozu Moreira 24' |

| Oman | 8−2      | Afghanistan                |
| --- | -------- | -------------------------- |
| Zadjali 5' · Yahya Araimi 6', 13' · Musheil Araimi 11' · Al Sauti 21' · Hani Al-Dhabit 27' · Mandhar Araimi 29' · Oraimi 32' | Chi tiết | Mohammadi 17', 33' (ph.đ.) |

#### Tranh huy chương đồng
| Liban | 9−5      | Afghanistan                                                              |
| --- | -------- | ------------------------------------------------------------------------ |
| Al Zein 3', 25' · Matar 10', 31' · El Dine 17' · Grada 19', 29' · Sleiman 28' (ph.đ.) · Mohamed Choker 34' | Chi tiết | Sharifi 3', 31' · Haidary 10' · Mohammadi 18' · Abdalli 18' · Gulzar 32' |

#### Tranh huy chương vàng
| Nhật Bản                                  | 4-3 (s.h.p.) | Oman                         |
| ----------------------------------------- | ------------ | ---------------------------- |
| Oba Takaaki 3', 38' · Ozu Moreira 5', 37' | Chi tiết     | Oraimi 5', 39' · Zadjali 16' |

### Cầu thủ ghi bàn
10 bàn
- Samiullah Mohammadi (AFG)
- Akaguma Takuya (JPN)

8 bàn
- Mohamed Matar (LIB)

7 bàn
- Goto Takasuke (JPN)
- Khalid Al-Oraimi (OMA)

6 bàn
- Hazrat Gul Baran (AFG)

5 bàn
- Ozu Moreira (JPN)
- Ahmed Grada (LIB)
- Nooh Al Zadjali (OMA)

4 bàn
- Oba Takaaki (JPN)
- Moustafa Al Zein (LIB)
- Komkrit Nanan (THA)
- Bùi Trần Tuấn Anh (VIE)

3 bàn
- Hamidullah Gulzar (AFG)
- Zainuddin Sharifi (AFG)
- Bai Fan (CHN)
- Liu Yisi (CHN)
- Teruki Tabata (JPN)
- Mohamad Merhi (LIB)
- Abdullah Al Sauti (OMA)
- Yahya Al Araimi (OMA)
- Piyapong Songpiew (THA)
- Feruz Fakhriddinov (UZB)
- Jamoliddin Sharipov (UZB)
- Trần Ngọc Bảo (VIE)

2 bàn
- Haraguchi Shotaro (JPN)
- Chiu Nonmany (LAO)
- Phithack Kongmathilath (LAO)
- Mohamed Choker (LIB)
- Mandhar Al Araimi (OMA)
- Fawaz Al-Khater (QAT)
- Ahmed Beshr Salem (UAE)
- Kamal Albalooshi (UAE)
- Trần Vĩnh Phong (VIE)
- Phùng Ngọc Vĩnh Quý (VIE)
- Nguyễn Hoàng Quân (VIE)

1 bàn
- Abdullah Abdalli (AFG)
- Gh. Mujtaba Haidary (AFG)
- Jamir Sar Biland (AFG)
- Mahmood Azad (AFG)
- Cai Weiming (CHN)
- Tuluxun Maimaiti (CHN)
- Terukina Shingo (JPN)
- Ketsana Keodouangdet (LAO)
- Khitsakhone Champathong (LAO)
- Abbas El Dine (LIB)
- Mohamad Sleiman (LIB)
- Hani Al-Dhabit (OMA)
- Musheil Al Araimi (OMA)
- Mohamed Hashim Idrees (QAT)
- Watchara Lepaijit (THA)
- Wattanachai Srathongjan (THA)
- Vitoon Tapinna (THA)
- Mohammed Aljasmi (UAE)
- Zayniddin Tadjiyev (UZB)
- Ho Ngoc Linh (VIE)
- Le Kim Tuan (VIE)

### Xếp hạng chung cuộc
| Hạng | Đội                                  |
| ---- | ------------------------------------ |
| 1    | Nhật Bản                             |
| 2    | Oman                                 |
| 3    | Liban                                |
| 4    | Afghanistan                          |
| 5    | Thái Lan                             |
| 6    | Việt Nam                             |
| 7    | Uzbekistan                           |
| 8    | Các Tiểu vương quốc Ả Rập Thống nhất |
| 9    | Qatar                                |
| 10   | Trung Quốc                           |
| 11   | Lào                                  |